# 乔碧萝
乔碧萝（1990年7月21日—），本名王诗锦，出生于新疆维吾尔自治区乌鲁木齐市，中国大陆网络主播。因在进行网络直播过程中，美颜滤镜和用于生成图片遮盖本人相貌的软件失效，出现所谓“萝莉变大妈”的场景而走红网络。乔碧萝自2019年8月1日起被斗鱼TV、虎牙直播、bilibili直播封禁。

## 经历
乔碧萝出生于工薪家庭。2017年开始创业，次年4月成为熊猫TV的签约主播。后来以“御姐卿瞳”为名在虎牙直播平台直播。
2019年6月11日，以其张姓母亲的身份信息在斗鱼TV注册“乔碧萝殿下”，13日斗鱼首播，位于APEX分区，主要直播内容为游戏、唱歌，拥有几万粉丝。在直播时借助某种软件用一张日本动画《小林家的龙女仆》第4集中康娜吃糖的头像遮挡住脸部，说话声音如同萝莉。
2019年7月23日23时左右，乔碧萝与斗鱼主播“Mix晴子”连麦PK时，遮脸用的二次元头像突然消失，露出其真实外貌为皮肤黝黑的中年女士，自称已经58岁（后来接受采访时又自称90后）。此事导致为其花费10万元礼物并排榜单第一的粉丝注销账号。
露脸后，乔碧萝的人气上升，粉丝数量超过70万，几天时间内送礼人数从48人涨至1109人，乔碧萝的礼物收入翻了五倍。
7月30日，乔碧萝在直播中承认自己的意外走红是經紀公司进行的营销行为，总花费人民币28万元（后来接受采访时说花费28万是在撒谎）。

## 遭到封禁及纳入黑名单

### 斗鱼TV、虎牙直播封禁
8月1日凌晨，斗鱼TV官方微博发布公告称永久封禁乔碧萝：
|  | 近日，“萝莉变大妈”事件，引发社会广泛关注。经平台调查核实，该事件系主播“乔碧萝殿下”自主策划、刻意炒作。针对事件中主播发表不当言论，挑战公众底线，造成不良社会影响一事，现平台作如下处理决定： 即日起永久封停主播“乔碧萝殿下”直播间，下架所有相关视频，并关闭主播个人鱼吧。 斗鱼一直秉承社会主义核心价值观，坚决反对网络恶意炒作等行为，积极弘扬网络正能量。感谢一直以来社会各界对斗鱼的关注和支持，我们也将一如既往地强化平台管理、规范主播言行，引领直播行业健康发展，共建清朗网络空间。 斗鱼直播 2019年8月1日 |

被封禁后，乔碧萝在个人微博表示：“以后准备安心写小说出唱片玩原画，至于往事都随风吧。接方案随缘。反正这种推广的都是很简单。我这人贼欠。没办法的，江山易改，本性难移。”
其后，乔碧萝转至虎牙直播平台进行直播，但同样遭到了虎牙的封禁。

### bilibili直播封禁
8月4日，乔碧萝以“i萝殿の青铜姐姐诶”为名在哔哩哔哩进行直播，但直播没多久后被哔哩哔哩永久封禁，哔哩哔哩发表公告称：
|  | 今日，我们发现主播“i萝殿の青铜姐姐诶”的直播间存在利用不正当手段刷虚假直播数据的行为，且直播间身份认证与实际主播不符。根据《bilibili主播直播规范V2.3》中“严禁使用外挂等辅助工具增加人气、挂机、刷道具，禁止购买虚假人气”条例，我们对该直播间予以永久封停处理。 bilibili直播运营团队 |

### 纳入黑名单
2019年8月7日，据中国演出行业协会网络表演（直播）分会发布的第三批直播行业主播黑名单，“乔碧萝殿下”被列入第三批直播行业主播黑名单，上榜名单的人面临着5年内不得直播的处罚。

## 封禁后
在被列入第三批直播行业主播黑名单后，乔碧萝在Twitch平台開設帳號，於2019年8月5日开始實況，內容為射擊遊戲與唱歌聊天為主，截至9月18日的追隨數字為6500左右。2019年12月，喬碧蘿首度露臉接受媒體《成都商報》旗下紅星新聞採訪。